# Rajon Rondo
Rajon Pierre Rondo (ur. 22 lutego 1986 w Louisville) – amerykański koszykarz występujący na pozycji rozgrywającego, dwukrotny mistrz NBA (2008, 2020), obecnie zawodnik Cleveland Cavaliers.
W 2004 wystąpił w meczu gwiazd amerykańskich szkół średnich – McDonald’s All-American. Studiował na University of Kentucky. Do NBA został wybrany z 21 numerem w drafcie 2006 przez Phoenix Suns, jednak natychmiast został oddany do Celtics. W swoim drugim sezonie stał się graczem pierwszej piątki, a zespół z wielkimi gwiazdami: Paulem Pierce'em, Kevinem Garnettem i Rayem Allenem, w składzie sięgnął po mistrzowskie pierścienie. W sezonie 2009-2010 uplasował się na pierwszym miejscu sezonu zasadniczego jeśli chodzi o liczbę asyst (794 asysty, średnio 9,8 na mecz) oraz pierwszym pod względem przechwytów (189, średnio 2,3 na mecz). 40 razy zaliczał double-double w tym dwa razy triple-double (odpowiednio 8 i 2 miejsce w statystykach).

## College
Rondo występował w drużynie Kentucky Wildcats, która sceptycznie podchodziła do talentu młodego zawodnika, gdzie wyżej notowany był Sebastian Telfair. Rondo, wraz z All-Americans Joe Crawford i Randolph Morris, dał Kentucky najwyższej klasę rekrutacji na rok 2004. Rondo doprowadził Kentucky do kilku zwycięstw – nad Uniwersytetem w Louisville, w stanie Karolina Południowa i Central Florida, ale Kentucky nie awansowało do Final Four w NCAA Tournament. Później został wybrany do All-SEC Freshmen Team. Pierwszy rok Rajona w Kentucky wypadł rewelacyjnie, między innymi pobił rekord liczby przechwytów w sezonie- 87. Ukończył pierwszego roku studiów w Kentucky średnio 8,1 punktów, 2,9 zbiórek, 3,5 asyst i 2,6 przechwytów.
Drugi rok także był bardzo udany. Już na samym jego początku w meczu przeciwko drużynie z Ole Miss zdobył 12 asyst w zaledwie 23 minuty gry, a w następnym meczu z Lousiville zanotował 25 punktów. Średnio 11,2 punktów, 6,1 zbiórek, 4,9 asyst i 2,1 przechwytów na mecz Rondo zanotował w swoim drugim roku. Został w tym czasie powołany do U-21 w 2005. USA Men's World Championship Team, który wyjechał do Argentyny na FIBA World Championships. Na turnieju zanotował średnio 11,0 punktów na mecz. Zwracał coraz większą uwagę skautów NBA. Drużyna USA U-21 zdobyła złoty medal na Global Games odbywający się w Teksasie.

## Kariera w NBA

### 2006 NBA Draft
Po sezonie 2005/2006 NCAA, Rondo ogłosił, że rezygnuje z dwóch ostatnich sezonów w Kentucky i spróbuje swoich sił w NBA. Został wybrany z 21 numerem w drafcie 2006 przez Phoenix Suns, jednak natychmiast został oddany do Boston Celtics.

### Boston Celtics (2006–2014)
Podczas jego debiutanckiego sezonu w NBA, Rondo odgrywał małą rolę, był uznawany za 3 rozgrywającego zespołu z Bostonu po, wspomnianym już wcześniej, Sebastianie Telfair i Delonte West. Swój debiutancki sezon regularnej gry w NBA przypada na 1 listopada 2006, był to mecz z New Orleans Hornets w Bostonie. Mimo roli zmiennika zanotował kilka udanych występów, w meczu z Toronto Raptors rzucił 23 punkty, a z Washington Wizards zdołał uzyskać swój pierwszy double-double. Dobra gra zaowocowała wybraniem zawodnika do All-NBA Rookie Team. Ukończył sezon ze średnią 6,4 punktów i 3,8 asyst na mecz. W końcu jednak, Celtics zakończył sezon z niechlubnym rekordem 24-58 i tym samym nie zakwalifikował się do play-off.

### Sezon 2007/2008
Początkiem sezonu 2007 Celtics sprzedali Telfair i Westa, tym samym Rondo stał się pierwszym rozgrywającym drużyny z Massachusetts. Otoczony dwiema nowymi gwiazdami Kevinem Garnettem, Rayem Allenem oraz kapitanem Paulem Pierce'em drużyna na czele z Rajonem zaczęła osiągać wyczekiwane przez fanów zwycięstwa. Rondo w 77 rozegranych meczach, miał średnią 10,6 punktów na mecz, 5,1 asysty i 4,2 zbiórek na mecz. Rolę jako rozgrywającego odzwierciedlały liczby asyst i przechwytów w meczu. W meczu z New Jersey Nets doznał kontuzji, która wyeliminowała go z gry na 4 mecze. Jednak po kontuzji szybko odbudował dawną formę zdobywając z Los Angeles Clippers 24 punkty, kilka tygodni po wyleczeniu urazu. Mimo udanego sezonu młodego rozgrywającego, do głosu zaczęły dochodzić opinie o potrzebie sprowadzeniu starszego zawodnika na tę pozycję. W marcu na zasadzie wolnego agenta do Bostonu sprowadzony został Sam Cassell, aby spełniać rolę rezerwowego. Runda zasadnicza dla całej drużyny zakończyła się wspaniale, Celtowie uzyskali najlepszy wynik od wielu lat. Wystartowali z numerem 1 w Konferencji Wschodniej play-offs.
Rondo zadebiutował w play-off 20 kwietnia 2008 z Atlanta Hawks i uzyskał z gry 15 punktów, 9 asyst i 2 przechwyty. Boston pokonał drużynę z Atlanty, później mierzył się z Cleveland Cavaliers oraz Detroit Pistons, oba zespoły nie sprostały drużynie Rondo, Boston w finale zmierzył się z Los Angeles Lakers. Celtics wygrali rywalizację 4-2, a Rajon przesądził o zwycięstwie Bostonu w meczu numer 6. Rondo zdobył swój pierwszy mistrzowski pierścień.

### Sezon 2008/2009
Mimo świetnego poprzedniego sezonu, Rondo był krytykowany za liczbę niecelnych rzutów. W trzecim roku w NBA zanotował po raz pierwszy triple-double (16 punkty, 13 zbiórek i 17 asyst), przeciwko Indiana Pacers. Niecałe trzy tygodnie później rzucił 25 punktów w meczu z Utah Jazz. Zaczął deklasować bardziej doświadczonych zawodników na jego pozycji, w meczu z San Antonio Spurs, gdzie gra Tony Parker miał 16 asyst, w meczu z Dallas Mavericks, gdzie na co dzień występuje Jason Kidd zanotował po raz drugi w karierze triple-double (w tym 15 zbiórek). W swoje 23 urodziny Rondo rzucił 32 punkty w meczu z Phoenix Suns. 8 kwietnia 2009, Rondo zanotował 31 punktów w wygranym meczu z New Jersey Nets. Zajął piąte miejsce w rankingu sezonu NBA w liczbie asyst (8,2) i przechwytów (1,9). Do play-off Boston wszedł jako druga drużyna Konferencji Wschodniej.
W pierwszej rundzie Boston Celtics mierzył się z Chicago Bulls. Rajon Rondo zdołał osiągnąć dwukrotnie w meczu z Bykami, triple-double, stał się pierwszym graczem z Celtics który dokonał to w jednej serii. W meczu numer 6 miał 19 asyst co stało się rekordem w play-offach. W następnej rundzie mierzyli się z Orlando Magic. W pojedynkach z Magic, Rajon uzyskał po raz trzeci w play-off NBA triple-double, pobił tym samym wyczyn legendarnego Larry’ego Birda. Jednak Boston przegrał rywalizację z Orlando, mimo to sam zawodnik osiągnął w statystykach wspaniały rezultat zbliżony do triple-double (średnio 16,9 punktów, 9,7 zbiórek i 9,8 asyst).

### Sezon 2009/2010
Podczas sezonu 2009/2010, Rondo średnio notował 13,7 punktów, 9.8 asyst i 2,3 przechwytów. W dniu 2 listopada 2009, podpisał pięcioletnie przedłużenie kontraktu gwarantujące mu 55 milionów dolarów. Przeciwko Orlando Magic w Boże Narodzenie, Rondo zdobył 17 punktów, 13 zbiórek i 8 asyst, dwóch asyst zabrakło jednak do triple double. Trzy dni później, Rondo zdobył 30 punktów oraz 15 asyst w zwycięskim meczu z Golden State Warriors. 10 stycznia 2010, Rondo doczekał się triple-double, 22 punktów, 13 asyst i 10 zbiórek przeciwko Toronto Raptors. W dniu 28 stycznia 2010 otrzymał swoją pierwszą nominację do NBA All-Star jako rezerwy do drużyny Konferencji Wschodniej na rok 2010 NBA All-Star Game. W meczu z Houston Rockets, 2 kwietnia 2010 pobił rekord Bob Cousy w serii zdobytych asyst.
W 2010 NBA Playoffs, Celtics pokonali Miami Heat w pięciu meczach i spotkali się z Cleveland Cavaliers w drugiej rundzie. W meczu numer 4 przeciwko Cavs osiągnął swój czwarty w play-off triple double (w tym 29 punktów i 18 zbiórek!). Celtics ostatecznie pokonali Cavaliers i następnie Orlando Magic w Finale Konferencji Wschodniej w sześciu meczach. W finale Celtics po raz kolejny spotkali się z Los Angeles Lakers. W meczu 2, Rondo osiągnął drugie triple-double w sezonie (19 punktów, 12 zbiórek i 10 asyst), jednak mimo tego, Celtics ulegli Lakers w siedmiu meczach.

### Sezon 2010/2011
Sezon 2010/2011 zaczął się dla Rondo jak i Bostonu bardzo dobrze. Zaczęli od zwycięstwa nad Miami Heat, która mimo sprowadzenia 2 gwiazd (do Wade'a dołączyli James i Chris Bosh) przegrali 80:88, a Rajon odnotował 17 asyst (więcej niż cała drużyna Miami razem wzięta). 2 marca 2010 Rondo przeszedł do historii NBA. Pobił on rekord Johna Stocktona w liczbie zdobytych asyst w czterech pierwszych meczach sezonu. Kolejnym znakomitym osiągnięciem do jakiego zbliżył się popularny RR jest największa liczba asyst w jednym spotkaniu, wśród zawodników Bostonu. Rondo w meczu przeciwko NY Knicks zaliczył ich, aż 24 (do rekordu należącego do Boba Cousy'ego zabrakło mu zaledwie 4 podań). Odnotować należy także fakt, że w meczu przeciwko Knicks Rondo osiągnął triple-double. Rajon po czterech rozegranych meczach sezonu odnotował łącznie 67 asyst.
Sezon 2010/2011 był przerywany przez kontuzje, które nękały zawodnika. W meczu z New York Knicks skręcił lewą kostkę – 15 grudnia 2010 – co wykluczyło Rondo z dalszych siedmiu kolejnych gier. 22 kwietnia w trzecim meczu pierwszej rundy play-off z NYK Rondo zanotował triple-double z 20 asystami na koncie, tym samym ustanawiając rekord w liczbie asyst Boston Celtics w PO. Rondo w sezonie 2010/11 był trzecim zawodnikiem najlepiej sprzedających się koszulek z jego nazwiskiem, wyprzedzili go tylko James i Bryant.

### Sezon 2011/2012
21 lutego 2012 Rondo w wyniku kontuzji Joego Johnsona został w jego miejsce powołany do drużyny wschodu w NBA All-Star Game. Z 18 punktami, 17 zbiórkami i 20 asystami przeciwko NYK 4 marca dołączył do Chamberlaina, Magica Johnsona i Kidda jako gracze mający co najmniej 15 punktów, zbiórek i asyst w tym samym meczu. W wygranym meczu z Miami Heat 1 kwietnia Rondo zanotował kolejny triple-double – 16 punktów, 14 asyst, 11 zbiórek. Rozgrywający Celtics zakończył sezon regularny z liczbą ponad 10 asyst średnio na mecz (24 gier z rzędu zakończył z dorobkiem więcej niż 10 asyst). Jest to nie tylko rekord klubu z Bostonu, ale również najdłuższa passa od czasów Johna Stocktona, który w 1992 zanotował 29 meczów z rzędu zakończonych z liczbą 10 asyst i więcej w meczu. Seria była kontynuowana w kolejnym sezonie, a została zakończona na 37 spotkaniach z 10 asystami i/lub więcej w meczu (tym samym Rondo wyrównał 2. wynik w historii, który należy do Johna Stocktona. Na 1. miejscu wciąż pozostaje Magic Johnson z 46 meczami). W tym sezonie Rondo zdobył najwięcej punktów w dotychczasowej karierze – 44 w przegranym meczu z Miami Heat.

### Dallas Mavericks (2014–2015)
Rondo został wytransferowany do Dallas Mavericks dnia 18 grudnia 2014 roku. Podczas debiutu w barwach Mavericks, zdobył 6 punktów, na skuteczności 3 z 11 rzutów, dodając dziewięć asyst i siedem zbiórek a Dallas Mavericks wygrali z San Antonio Spurs 99–93. Kiedy powrócił  2 stycznia 2015 r. Rondo zdobył w pierwszej kwarcie 15 punktów w karierze a w całym meczu 29 punktów co było jego najlepszym wynikiem w sezonie.  Dallas wygrali 119–101.

### Sacramento Kings (2015–2016)
Na początku lipca 2015 został zawodnikiem Sacramento Kings, podpisując roczną umowę, opiewającą na kwotę 10 milionów dolarów.

### Chicago Bulls (2016–2017)
7 lipca 2016 zawarł 2-letni kontrakt na 28 milionów dolarów z  Chicago Bulls. Klub zwolnił go 30 czerwca 2017.

### New Orleans Pelicans (2017–2018)
19 lipca Rondo został zawodnikiem New Orleans Pelicans.

### Los Angeles Lakers (2018–2020)
6 lipca 2018 podpisał umowę z Los Angeles Lakers.

### Atlanta Hawks (2020–2021)
23 listopada 2020 dołączył do Atlanty Hawks.

### Los Angeles Clippers (2021)
25 marca 2021 trafił w wyniku wymiany do Los Angeles Clippers. 16 sierpnia 2021 został wytransferowany do Memphis Grizzlies. 28 sierpnia opuścił klub

### Powrót do Lakers (2021–2022)
Rondo podpisał roczny kontrakt na powrót do Lakers.

### Cleveland Cavaliers (2022–)
. 3 stycznia 2022 dołączył w wyniku transferu do Cleveland Cavaliers.

## Osiągnięcia

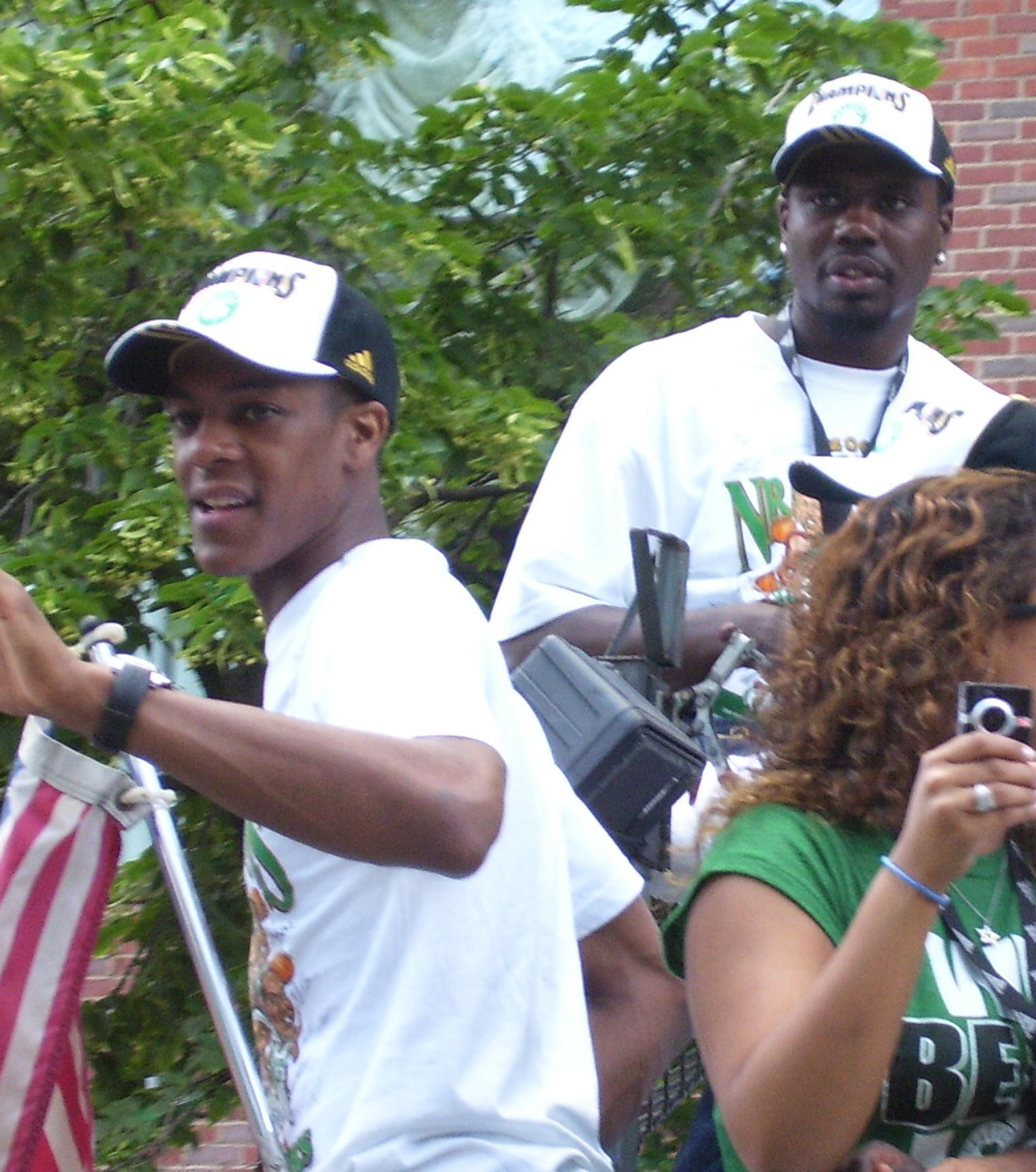
Rondo podczas mistrzowskiej parady w 2008.

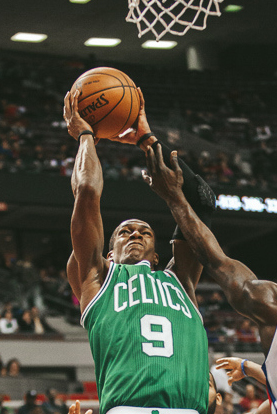
Rondo w 2013.

Stan na 9 października 2023, na podstawie, o ile nie zaznaczono inaczej.
NCAA
- Uczestnik:
  - rozgrywek Elite Eight turnieju NCAA (2005)
  - turnieju NCAA (2005, 2006)
- Mistrz sezonu regularnego konferencji Southeastern (SEC – 2005)
- MVP turnieju CBE Classic Lexington Regional (2006)
- Zaliczony do:
  - I składu pierwszoroczniaków SEC (2005)
  - II składu konferencji SEC (2006)

NBA
- Mistrz NBA (2008, 2020)
- Wicemistrz NBA (2010)
- Zaliczony do:
  - I składu defensywnego NBA (2010, 2011)[14]
  - II składu:
    - najlepszych debiutantów NBA (2007)[15]
    - defensywnego NBA (2009, 2012)[14]

  - III składu NBA (2012)
- Wielokrotnie powoływany do udziału w meczu gwiazd NBA (2010–2012[a], 2013[b])
- Uczestnik:
  - Rising Stars Challenge (2008)
  - Skills Challenge (2012)
- Lider NBA w:
  - sezonu regularnego w:
    - asystach (2012, 2013, 2016)
    - przechwytach (2010)

  - play-off w średniej asyst (2012)[18]
- MVP tygodnia konferencji wschodniej NBA (1.11.2010)
- Rekordzista klubu Celtics w (stan na 3.01.2017)[19]:
  - liczbie:
    - asyst (794), uzyskanych podczas pojedynczego sezonu (2009/2010)
    - przechwytów (189), uzyskanych podczas pojedynczego sezonu (2009/2010)

  - średniej asyst (11,7), uzyskanych podczas pojedynczego sezonu (2011/2012)

Reprezentacja
- Uczestnik mistrzostw świata U–21 (2005 – 5. miejsce)[20]

## Statystyki
Na podstawie Basketball-Reference.com (ang.)

### Sezon regularny
| Sezon   | Drużyna       | M   | S5  | MPG  | FG%   | 3P%   | FT%   | RPG | APG  | SPG | BPG | PPG  |
| ------- | ------------- | --- | --- | ---- | ----- | ----- | ----- | --- | ---- | --- | --- | ---- |
| 2006/07 | Boston        | 78  | 25  | 23,5 | 41,8% | 20,7% | 64,7% | 3,7 | 3,8  | 1,6 | 0,1 | 6,4  |
| 2007/08 | Boston        | 77  | 77  | 29,9 | 49,2% | 26,3% | 61,1% | 4,2 | 5,1  | 1,7 | 0,2 | 10,6 |
| 2008/09 | Boston        | 80  | 80  | 33,0 | 50,5% | 31,3% | 64,2% | 5,2 | 8,2  | 1,9 | 0,1 | 11,9 |
| 2009/10 | Boston        | 81  | 81  | 36,6 | 50,8% | 21,3% | 62,1% | 4,4 | 9,8  | 2,3 | 0,1 | 13,7 |
| 2010/11 | Boston        | 68  | 68  | 37,2 | 47,5% | 23,3% | 56,8% | 4,4 | 11,2 | 2,3 | 0,2 | 10,6 |
| 2011/12 | Boston        | 53  | 53  | 36,9 | 44,8% | 23,8% | 59,7% | 4,8 | 11,7 | 1,8 | 0,1 | 11,9 |
| 2012/13 | Boston        | 38  | 38  | 37,4 | 48,4% | 24,0% | 64,5% | 5,6 | 11,1 | 1,8 | 0,2 | 13,7 |
| 2013/14 | Boston        | 30  | 30  | 33,3 | 40,3% | 28,9% | 62,7% | 5,5 | 9,8  | 1,3 | 0,1 | 11,7 |
| 2014/15 | Boston        | 22  | 22  | 31,8 | 40,5% | 25,0% | 33,3% | 7,5 | 10,8 | 1,7 | 0,1 | 8,3  |
| 2014/15 | Dallas        | 46  | 46  | 28,7 | 43,6% | 35,2% | 45,2% | 4,5 | 6,5  | 1,2 | 0,1 | 9,3  |
| 2015/16 | Sacramento    | 72  | 72  | 35,2 | 45,4% | 36,5% | 58,0% | 6,0 | 11,7 | 2,0 | 0,1 | 11,9 |
| 2016/17 | Chicago       | 69  | 42  | 26,7 | 40,8% | 37,6% | 60,0% | 5,1 | 6,7  | 1,4 | 0,2 | 7,8  |
| 2017/18 | New Orleans   | 65  | 63  | 26,2 | 46,8% | 33,3% | 54,3% | 4,0 | 8,2  | 1,1 | 0,2 | 8,3  |
| 2018/19 | L.A. Lakers   | 46  | 29  | 29,8 | 40,5% | 35,9% | 63,9% | 5,3 | 8,0  | 1,2 | 0,2 | 9,2  |
| 2019/20 | L.A. Lakers   | 48  | 3   | 20,5 | 41,8% | 32,8% | 65,9% | 3,0 | 5,0  | 0,8 | 0,0 | 7,1  |
| 2020/21 | Atlanta       | 27  | 2   | 14,9 | 40,0% | 37,8% | 50,0% | 2,0 | 3,5  | 0,7 | 0,1 | 3,9  |
| 2020/21 | L.A. Clippers | 18  | 1   | 20,4 | 48,6% | 43,2% | 100%  | 3,1 | 5,8  | 1,0 | 0,1 | 7,6  |
| 2021/22 | L.A. Lakers   | 18  | 0   | 16,1 | 32,4% | 26,7% | 50,0% | 2,7 | 3,7  | 0,7 | 0,3 | 3,1  |
| 2021/22 | Cleveland     | 21  | 1   | 19,5 | 42,9% | 39,7% | 75,0% | 2,8 | 4,9  | 0,9 | 0,0 | 6,2  |
| Razem   |               | 957 | 733 | 29,9 | 45,6% | 32,4% | 61,1% | 4,5 | 7,9  | 1,6 | 0,1 | 9,8  |

### Play-offy
| Sezon | Drużyna       | M   | S5  | MPG  | FG%   | 3P%   | FT%   | RPG | APG  | SPG | BPG | PPG  |
| ----- | ------------- | --- | --- | ---- | ----- | ----- | ----- | --- | ---- | --- | --- | ---- |
| 2008  | Boston        | 26  | 26  | 32,0 | 40,7% | 25,0% | 69,1% | 4,1 | 6,6  | 1,7 | 0,3 | 10,2 |
| 2009  | Boston        | 14  | 14  | 41,2 | 41,7% | 25,0% | 65,7% | 9,7 | 9,8  | 2,5 | 0,2 | 16,9 |
| 2010  | Boston        | 24  | 24  | 40,6 | 46,3% | 37,5% | 59,6% | 5,6 | 9,3  | 1,9 | 0,1 | 15,8 |
| 2011  | Boston        | 9   | 9   | 38,3 | 47,7% | 0,0%  | 63,2% | 5,4 | 9,6  | 1,1 | 0,0 | 14,0 |
| 2012  | Boston        | 19  | 19  | 42,6 | 46,8% | 26,7% | 69,6% | 6,7 | 11,9 | 2,4 | 0,1 | 17,3 |
| 2015  | Dallas        | 2   | 2   | 18,5 | 45,0% | 50,0% | –     | 1,0 | 3,0  | 0,0 | 0,0 | 9,5  |
| 2017  | Chicago       | 2   | 2   | 33,5 | 42,3% | 0,0%  | 50,0% | 8,5 | 10,0 | 3,5 | 0,5 | 11,5 |
| 2018  | New Orleans   | 9   | 9   | 33,6 | 41,3% | 42,1% | 64,3% | 7,6 | 12,2 | 1,4 | 0,2 | 10,3 |
| 2020  | L.A. Lakers   | 16  | 0   | 24,7 | 45,5% | 40,0% | 68,4% | 4,3 | 6,6  | 1,4 | 0,1 | 8,9  |
| 2021  | L.A. Clippers | 13  | 0   | 16,9 | 34,0% | 39,3% | 66,7% | 2,6 | 3,8  | 0,4 | 0,2 | 4,2  |
| Razem |               | 134 | 105 | 34,0 | 44,0% | 33,0% | 64,9% | 5,6 | 8,5  | 1,7 | 0,2 | 12,5 |